# Pablo Bonells
Pablo Bonells Mendoza (9 de septiembre de 1985, Ciudad de México, México) es un exfutbolista mexicano que jugaba  como delantero. Debutó el 27 de abril de 2005 en un Santos 1-1 Pumas sustituyendo a David Toledo en el minuto 78.

## Clubes
| Club                  | País   | Año       |
| --------------------- | ------ | --------- |
| Pumas UNAM            | México | 2005-2008 |
| Pumas Morelos         | México | 2008-2010 |
| Club León             | México | 2010-2011 |
| Querétaro Futbol Club | México | 2011      |
| Club Celaya           | México | 2012      |
| Pumas UNAM            | México | 2012-2013 |
| Puebla FC             | México | 2013      |